# 薩曼達厄
薩曼達厄是土耳其的城鎮，由哈塔伊省負責管轄，位於該國南部地中海沿岸，毗鄰與敘利亞接壤的邊境，面積446平方公里，海拔高度72米，2008年人口129,011。